# Pinus aristata
Pinus aristata é uma espécie de pinheiro originária do Novo Mundo. Faz parte do grupo de espécies de pinheiros com área de distribuição no Canadá e Estados Unidos (com excepção das áreas adjacentes à fronteira com o México).
É uma árvore milenar, a Pinus aristata, um pinheiro nativo dos Estados Unidos. Os cientistas já conseguiram determinar que essa ancestral do mundo vegetal pode viver por mais de 4 mil anos. O exemplar mais antigo, apelidado de "árvore Matusalém" - uma referência ao personagem bíblico que teria vivido 969 anos -, possui cerca de  4 768 anos e ainda sobrevive na Califórnia, em uma floresta a 4 mil metros de altitude, com pouca chuva e clima frio. Por incrível que pareça, esse ambiente hostil é um importante ingrediente na receita de longevidade da Pinus aristata, porque os ventos gelados desencorajam a presença de insetos e previnem infestações de fungos e pragas. Outro segredo é que esse pinheiro usa praticamente toda a energia adquirida na fotossíntese para a sobrevivência, e não para o crescimento. Com essa estratégia, a árvore aumenta apenas 0,02 centímetro por ano, e mesmo os troncos mais velhos não ultrapassam 18 metros de altura.

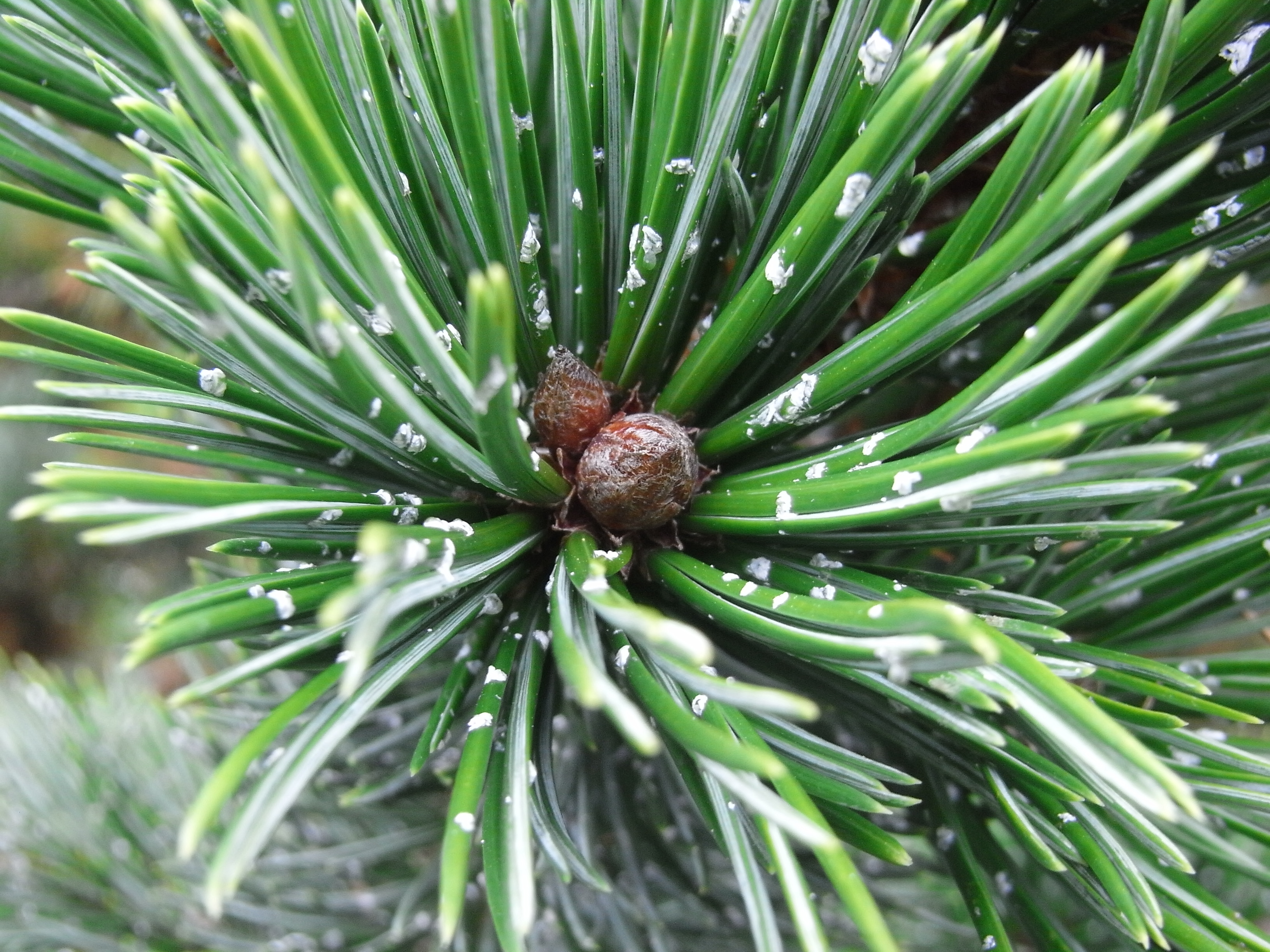

A galeria dos seres vivos com maior longevidade inclui ainda o impressionante exemplo de uma colônia de bactérias do gênero Bacillus, encontradas vivas em um depósito de sal subterrâneo nos Estados Unidos. Os cientistas estimam que elas surgiram há 250 milhões de anos. Tais bactérias só não levam o troféu de criaturas vivas mais antigas porque ficaram esse tempo todo em estado de latência, uma espécie de dormência em que elas não se alimentam nem se reproduzem.